# Donskoï (district)
Pour les articles homonymes, voir Donskoï.
Donskoï (Муниципальный округ Донской) est un district administratif du district administratif sud de Moscou, existant depuis 1991.
Le 24 mai 1995 le quartier Zagorodni a fusionné avec le district de Donskoï pour former ses limites actuelles.
Le quartier abrite un cimetière musulman.

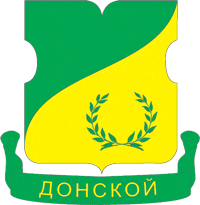
Armes du district
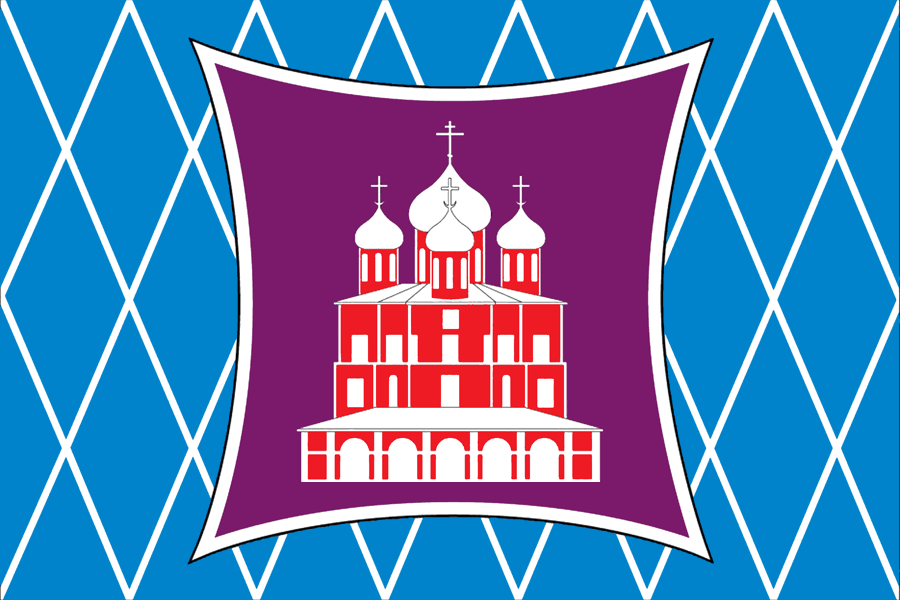
Drapeau du district